# North Shore City
Pour les articles homonymes, voir North Shore.
North Shore City (plus communément appelé North Shore ou tout simplement The Shore) est une ville de la région d'Auckland, sur l'île du Nord de la Nouvelle-Zélande. Lors du recensement de juin 2006 on comptait 205 605 personnes habitant North Shore City, la faisant la quatrième ville la plus peuplée de Nouvelle-Zélande. C'est également la quatrième plus grande ville, avec une superficie totale de 129,81 km2. C'est l'une des quatre villes de la région métropolitaine d'Auckland. Elle a été intégrée au conseil municipal d'Auckland en 2010. Cette ville est la ville de Nouvelle-Zélande la plus densément peuplée, la plus grande partie de sa superficie étant urbaine ou suburbaine.

## Géographie

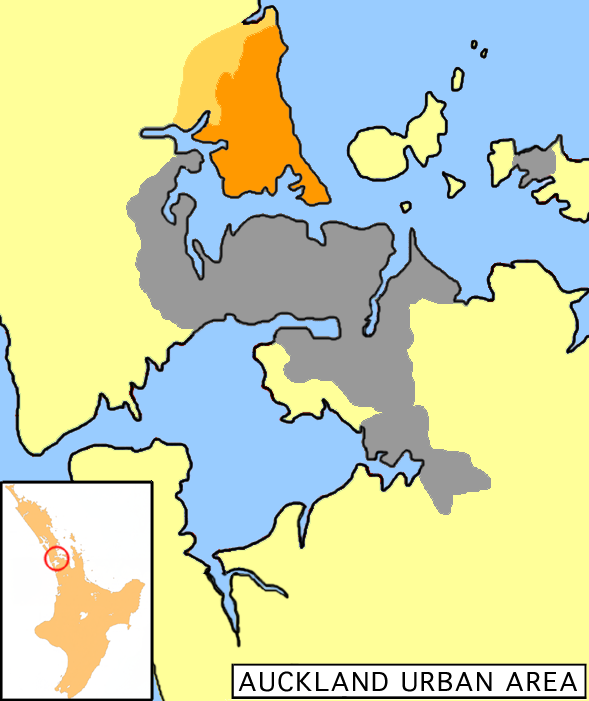
Localisation de North Shore City sur un plan simple de la région d'Auckland.

North Shore City est entourée du district de Rodney au nord, du port de Waitemata (en) au sud, et du détroit de Rangitoto (en) du golfe de Hauraki à l'est. Au sud le pont du port d'Auckland relie cette partie de l'agglomération urbaine à celle d'Auckland proprement dite, située sur la côte sud du port de Waitemata, et le Upper Harbour Bridge la relie à la banlieue de Waitakere à l'ouest.
Le Conseil municipal de North Shore City était situé au niveau de la banlieue de Takapuna, jusqu'en 2010. La ville était divisée en trois parties : Harbour, Northern et Central, chacune divisée en deux 'boards' de community  . Parmi les faubourgs et quartiers, on trouve Milford, Takapuna, Belmont, Devonport, Bayswater, Northcote, Birkenhead, Highbury, Hillcrest, Glenfield, Wairau Valley, Westlake et Forrest Hill. Parmi les banlieues extérieures on trouve Birkdale, Beach Haven, North Harbour, Albany, Greenhithe, Long Bay, Torbay, Waiake, Browns Bay, Rothesay Bay, Murrays Bay, Mairangi Bay, Campbells Bay and Castor Bay.

## Administration
La ville est gérée par un conseil de 15 membres, le Conseil municipal de North Shore, et un maire, démocratiquement élu tous les trois ans avec la méthode de scrutin uninominal majoritaire à un tour. Le maire actuel est Andrew Williams.
Il y a trois circonscriptions : Northcote, North Shore et East Coast Bays La circonscription de Helensville comprend quelques parties du nord-ouest de la ville.
La ville est plutôt de droite : tous les quatre membres du Parlement, élus dans les élections générales de 2005, sont du Parti national de Nouvelle-Zélande.

## Économie
Il y a plus de 22 000 entreprises basées à North Shore City, contribuant à 6 % du PIB du pays. La ville est première dans le classement national de croissance du nombre d'entreprises ; elle a vu une augmentation de 29,3 % entre 1998 et 2002. Le centre commercial de North Shore City se situe dans le quartier d'Albany.

## Démographie
Selon le recensement de juin 2006, le revenu moyen de l'habitant de North Shore City de plus de 15 ans est de NZ$29 100, comparé à la moyenne nationale de NZ$24 400.
La population de la ville est 67,5 % d'origine européenne, 18,5 % asiatique, 6,3 % maori, 3,4 % du Pacifique, et 1,8 % du Moyen-Orient, de l'Afrique ou l'Amérique latine. Un peu moins de 10 % se sont décrits en tant que « New Zealander » ; la plus grande partie de ce groupe s'est décrit en tant que d'origine européenne dans les recensements précédents.

## Infrastructure
La circulation dans North Shore City même est relativement facile, mais aller à Auckland pose un problème, la congestion pouvant être sévère sur l'Auckland Harbour Bridge. La route alternative, passant par les banlieues ouest, est aussi assez lente aux heures de pointe. Il y a beaucoup de discussions concernant la construction de plus de ponts et/ou tunnels au port de Waitemata.
Le transport public a été amélioré dans un souci de réduire la dépendance des riverains sur leurs automobiles. On a construit des parcs relais et inauguré des lignes d'autobus. Le développement de ces relais continue.
Trois banlieues ont des ferries faisant des aller-retour avec la ville Auckland : Devonport, Bayswater, et Birkenhead. D'autres ferries seront installés à Takapuna et Browns Bay.